# 신 같네
〈신 같네〉(일본어: 神っぽいな)는 일본의 보컬로이드 프로듀서(보카로P)인 피노키오피가 작사, 작곡한 노래이다. 보컬 음성은 보컬로이드인 하츠네 미쿠의 보컬을 사용하였다. 유튜브에서 가장 많이 조회된 보컬로이드 노래 중 하나이며, Ado 등 여러 가수들이 커버하였다.

## 가사와 작곡
신 같네는 빠른 템포의 일렉트로팝 노래이다. 이 노래의 성악 음역은 A3의 낮은 음부터 마지막 후렴 전에 나오는 D♯6의 높은 음까지 걸쳐있다.
현대 대중적인 트렌드를 풍자하며, 신 같네라는 단어는 노래 가사에 반복적으로 나타난다.
가사는 프리드리히 니체의 신은 죽었다라는 말을 인용한다. 피노키오피는 인터뷰에서 "능동적 허무주의"를 좋아한다고 표현했으며, 노래 제목과 자신의 사고방식과 일치한다고 생각했다.

## 뮤직 비디오
신 같네의 뮤직 비디오는 2021년 9월 17일에 공개되었다. 뮤직 비디오에는 혀에 피어싱을 하고 담배를 들고 있는 수녀 복장의 하츠네 미쿠의 삽화가 담겨있다. 뮤직 비디오의 애니메이션 스타일은 인기 있는 보컬로이드 뮤직 비디오의 스타일을 채택하여 노래의 주제와 대조를 이룬다.

## 차트 기록
| 차트                                       | 최고 순위 |
| ------------------------------------------ | --------- |
| 톱 유저 생성 송 (빌보드 재팬)              | 1         |
| 히트시커 송 (빌보드 재팬)                  | 4         |
| 니코니코 보컬로이드 송 톱 20 (빌보드 재팬) | 4         |

| 차트                                                 | 순위 |
| ---------------------------------------------------- | ---- |
| 니코니코 보컬로이드 송 톱 20 반년 차트 (빌보드 재팬) | 16   |

| 차트                          | 순위 |
| ----------------------------- | ---- |
| 톱 유저 생성 송 (빌보드 재팬) | 1    |

| 차트                                       | 순위 |
| ------------------------------------------ | ---- |
| 톱 유저 생성 송 (빌보드 재팬)              | 6    |
| 니코니코 보컬로이드 송 톱 20 (빌보드 재팬) | 6    |

| 차트                                       | 순위 |
| ------------------------------------------ | ---- |
| 톱 유저 생성 송 (빌보드 재팬)              | 6    |
| 니코니코 보컬로이드 송 톱 20 (빌보드 재팬) | 15   |

## 발매
| 지역 | 날짜            | 형식                   | 레이블 |
| ---- | --------------- | ---------------------- | ------ |
| 세계 | 2021년 9월 19일 | 음악 다운로드 스트리밍 | mui    |